# Публије Рутилије Руф
Публије Рутилије Руф (лат. Publius Rutilius Rufus; око 158. п. н. е., Рим — 78. п. н. е., Смирна), староримски војсковођа и политичар, историчар, конзул 105. п. н. е.. 
Као млад направио је успешну политичку каријеру. Припадао је „партији Сципиона Емилијана“, а касније је постао један од истакнутих представника Метелове „фракције“ у Сенату. Учествовао је у Југуртинском рату и у борби Сената са народним трибуном Луцијем Апулејем Сатурнином. 90-их година п. н. е. као легат под гувернером Квинтом Муцијем Скеволом, узео је активно учешће у управљању провинцијом Азијом, где се борио против самовоље пореских фармера. Упркос својој беспрекорној репутацији, касније је осуђен за изнуду (вероватно 92. п. н. е.) и умро је у изгнанству. Суђење Рутилијусу постало је један од најозлоглашенијих догађаја деценије која је претходила Савезничком рату.
У егзилу, Публије Рутилије је написао мемоаре који су имали озбиљан утицај на историјску традицију.

## Биографија

### Порекло и ране године
Публије Рутилије је припадао скромној војничкој породици, чији представници раније нису имали римске магистратуре. Ипак, Рутилији су имали везе са највишом аристократијом: Публијева сестра била је жена Марка Аурелија Коте, а сам Публије припадао је ужем кругу најутицајније римске породице с краја 2. века п. н. е. – Цецилије Метелов – и био је ожењен представницом најбогатије аристократске породице, сестром Марка Ливија Друза, конзула 112. п. н. е..
Рутилије је стекао добро образовање: учио је код стоичког филозофа Панаетија са Родоса и био је стручњак за грчку књижевност. Под руководством Публија Муција Скеволе студирао је право.

### Каријера
Године 134-133. п. н. е. Публије Рутилије је учествовао у опсади Нумантије под командом Сципиона Емилијана. Био је део командантовог ужег круга заједно са многим другим младим људима који су касније постали истакнуте личности: Гај Марије, Гај Семпроније Грах, Квинт Фабије Максим (будући Алоброгик), Семпроније Азелион, Гај Мемије , Гај Цецилије Метел, нумидијски принц Југурта.
Врло мало се зна о раним фазама цивилне каријере Публија Рутилија. Сматра се једним од млађих чланова „Сципионовог круга“, чије су чланове спајале породичне и пријатељске везе, љубав према грчкој култури и планови за умерене реформе. Истина, Сципион Емилианус је умро већ 129. п. н. е., а након тога „круг” је очигледно изгубио свој политички значај. Истраживачи Праетур Рутилиус датирају у 119. или 118. п. н. е.; у сваком случају, био је повезан са конзулатом његовог зета Луција Аурелија Коте и једног од његових покровитеља Луција Цецилија Метела Далматике, који датира из 119. п. н. е. Рутилијев колега у преторству био је други Метел, Марко Цецилије.
Неколико година касније, како налаже закон, Публије Рутилије је заједно са Марком Цецилијем (116. п. н. е.) изнео своју кандидатуру за конзула. Метел је победио на изборима, али је Рутилије поражен од патриција Марка Емилија Скаура и оптужио свог успешног противника за подмићивање бирача. Постигао је ослобађајућу пресуду и изнео сличну противоптужбу са истим исходом. Током другог суђења.
Следећи помен Публија Рутилија у изворима везује се за Југуртински рат: отишао је у Нумидију као легат свог пријатеља Квинта Цецилија Метела, конзула 109. п. н. е. Други Метелов легат био је Гај Марије. У бици код Мутуле, Рутилије и део војске успели су да саграде утврђени логор за целу војску, која се у то време борила против Југурте, и одбију напад Нумиђана које је предводио Бомилкар. После свађе између Метела и Марија, Рутилије је постао други човек у војсци, а то је значило почетак непријатељства између њега и Марија. Када је народна скупштина у Риму одлучила да пренесе команду на потоњег, Метел је, крајње узнемирен оним што се догодило, отишао у Рим, препустивши војску Рутилију, а он у пролеће 107. п. н. е. предао новом команданту.
Године 106. п. н. е. Квинт Сервилије Цепио је донео закон о преношењу контроле над судовима на Сенат; Рутилије је вероватно подржао овај закон. Истовремено, Публије је изнео своју кандидатуру за конзула, очигледно заједно са Квинтом Лутацијем Катулом, такође блиским Метелу. Али Катул је изгубио изборе, а Публије је постао конзул и колега другог новог човека, Гнеја Малија Максима. Две римске војске - Максима и проконзула Цепија - потпуно су поражене од Кимбра код Араузиона, а Рутилије на челу њихових остатака. Извори наводе да је ангажовао инструкторе из гладијаторске школе да обучавају војнике у употреби оружја. Гај Марије, поново изабран за конзула да заштити Италију од Германа, више је волео Рутилијеву војску него своју афричку војску пошто је била дисциплинованија.
Године 100. п. н. е. Рутилије је учествовао у борби Сената са Луцијем Апулејем Сатурнином: био је међу онима који су децембра 100. одговорили на декрет Сената и појавили се у комитијуму да се наоружају за отворену борбу са „побуњеницима“.

### У Азији
90-их година п. н. е.Публије Рутилије је био легат у провинцији Азији под гувернером Квинтом Муцијем Скеволом. У провинцији су Рутилије и Скевола рационализовали активности пореских фармера, који су зарађивали огромне суме новца захваљујући слагању претходних гувернера. Управљајући непристрасним судом, они су „поштедили провинцијалце свих правних смицалица“; у случајевима када су се сукобили интереси пореских фармера и локалног становништва, проконзул и легат се нису плашили да доносе одлуке у њихову корист, приморавајући починиоце да надокнаде нанете губитке. Ако би се откриле чињенице о незаконитим погубљењима, Муције и Рутилије нису оклевали да их казне на исти начин. Диодор каже да је главни агент цариника, роб који је већ био склопио откупни уговор са својим господаром, осуђен за злочине, па је по налогу намесника разапет на крст.
Издат је едикт који је гарантовао Грцима, у стварима које се нису тицале Римљана, да им се суди по сопственим законима. Сви представници администрације сада су морали сами да плате своје трошкове. Све ове мере, заједно са општом политиком штедње, значајно су побољшале економску ситуацију покрајине. Ипак, Квинт Муције је остао у Азији само девет месеци и вратио се у Рим, остављајући Рутилија на његовом месту да чека новог гувернера.

### Рутилијум процес
Убрзо по повратку, Рутилије је изведен пред суд под оптужбом за злостављање; Традиционални датум за процес је 92. п. н. е.
Овај процес је имао огроман одјек; према Цицерону, „он је уздрмао целу републику“. Тужилац је био извесни Апиције, познат искључиво по својој екстраваганцији. Најбољи беседници тог доба, Луције Лициније Крас и Марко Антоније, понудили су помоћ Рутилију, али је оптужени изабрао да се сам брани. Кратке говоре одржали су само његов нећак Гај Аурелије Кота и Скевола. Рутилије није, супротно римском обичају, пустио косу и браду пре суђења и покушао да изазове сажаљење судија. Упркос очигледности клевете, пристрасне судије осудиле су Рутилија на прогонство и конфискацију имовине, а он је напустио своју домовину: осуђеник је прво отишао у Митилену, затим у Смирну, где га је касније пронашао Цицерон. Неки историчари пишу да је Рутилије одмах дошао у Смирну, али је то очигледно грешка. Провинција, коју је наводно опљачкао Рутилије, дочекала га је као тријумф. Рутилије је касније добио држављанство Смирне и одбио Сулину понуду да се врати у Рим.
Већина историчара се слаже да је осуда Рутилија имала озбиљне последице по судбину Рима, изазивајући промоцију реформског програма од стране једног броја представника сенаторске класе, укључујући после судске реформе. Присталице традиционалне верзије истичу да је ово био први процес у дуго времена у коме су коњичке судије осудиле истакнутог сенатора. Према другој верзији, судије су задале ударац Метеловој „фракцији“. Тако су рачуни Марка Ливија Друза били узвратни удар или целог Сената или његовог дела, а њихови аутори су били сестрић Рутилија и Марка Емилија Скаура, коме је такође претила осуда. Неуспех реформи изазвао је савезнички рат.

### Интелектуални рад
Публије Рутилије је држао говоре на многим суђењима, али није постигао највећу славу као беседник, пошто се одликовао пре свега марљивошћу, а не талентом. Његов говор је, према Цицерону, био строг, сувопаран и строг, због чега га аутор трактата Брут сврстава у стоичке говорнике. Овај стил је, према Марку Тулију, био исувише оскудан за политичке говоре и задобивање одобравања народа. Као стручњак за јуриспруденцију, Рутилије је давао савете о вођењу правних предмета.
У егзилу, Публије Рутилије је написао аутобиографију на латинском језику, која је постала један од главних извора антимаријанске традиције. Очигледно, управо се тамо говорило да је Мариус ушао у Сенат у одећи тријумфала, и дефинитивно тамо – о Маријиној куповини шестог конзулата. Поред тога, Рутилије је написао Историју Рима, написану на грчком језику, од које је сачуван низ фрагмената.